# Odax cyanoallix
Odax cyanoallix е вид лъчеперка от семейство Odacidae.

## Разпространение
Видът е разпространен в Нова Зеландия.